# Лаларија
39° 07′ 20″ С; 23° 17′ 04″ И / 39.1223° С; 23.28441° И
Лаларија (грч. Παραλία Λαλάρια) је једна од најлепших плажа на грчком острву Скијатос. Плажа се налази на североисточном рту острва. Јаки северни ветрови су милионима година стварали округли, бели шљунак назван „лалариа” који покрива читаву плажу, и по коме је добила име.
До Лаларије се искључиво може доћи морским путем. Из луке града Скијатоса, велики број излетничких бродова свакодневно организују излете до Лаларије. Многи туристи је посете током лета, па је број облутака, које су узимали као сувенире, почео да опада. Геолози су упозорили да би континуирано одношење белутака са плаже могло трајно да је угрози, па су власти дуж плаже поставили упозорења посетиоцима да је забрањено скупљати каменчиће са плаже. Казна за оне који игноришу забрану је од 400 до 1.000 евра.
Плажа Лаларија је позната по белим литицама које се уздижу из кристално чистог мора. На левој страни плаже је стена названа Трипија Петра. Стена је формирала лук, који представља морску капију ове плаже, и за коју легенда каже да је магична. Онај ко пливајући прође кроз капију добија на поклон вечиту младост.
У непосредној близини плаже Лаларије се налазе и две прелепе морске пећине, Скотини и Галазиа. Скотини или Црна пећина је легендарна морска пећина коју карактерише низак и узак улаз кроз који може проћи само чамац. Дубока је око 20 метара и веома мрачна. Галазиа или Плава је већа пећина у односу на Скотини. Преламање светлост на стенама даје јој плавичасту боју. 
Лаларије и ове две пећине спадају међу најлепше знаменитости Скијатоса.